# Starrtjärnen (Jokkmokks socken, Lappland)
Starrtjärnen är en sjö i Jokkmokks kommun i Lappland och ingår i Luleälvens huvudavrinningsområde. Starrtjärnen ligger i Aspberget Natura 2000-område.